# Bridelia mollis
Bridelia mollis là một loài thực vật có hoa trong họ Diệp hạ châu có nguồn gốc từ Châu Phi. Loài này được Hutch. mô tả khoa học đầu tiên năm 1912.

## Hình ảnh

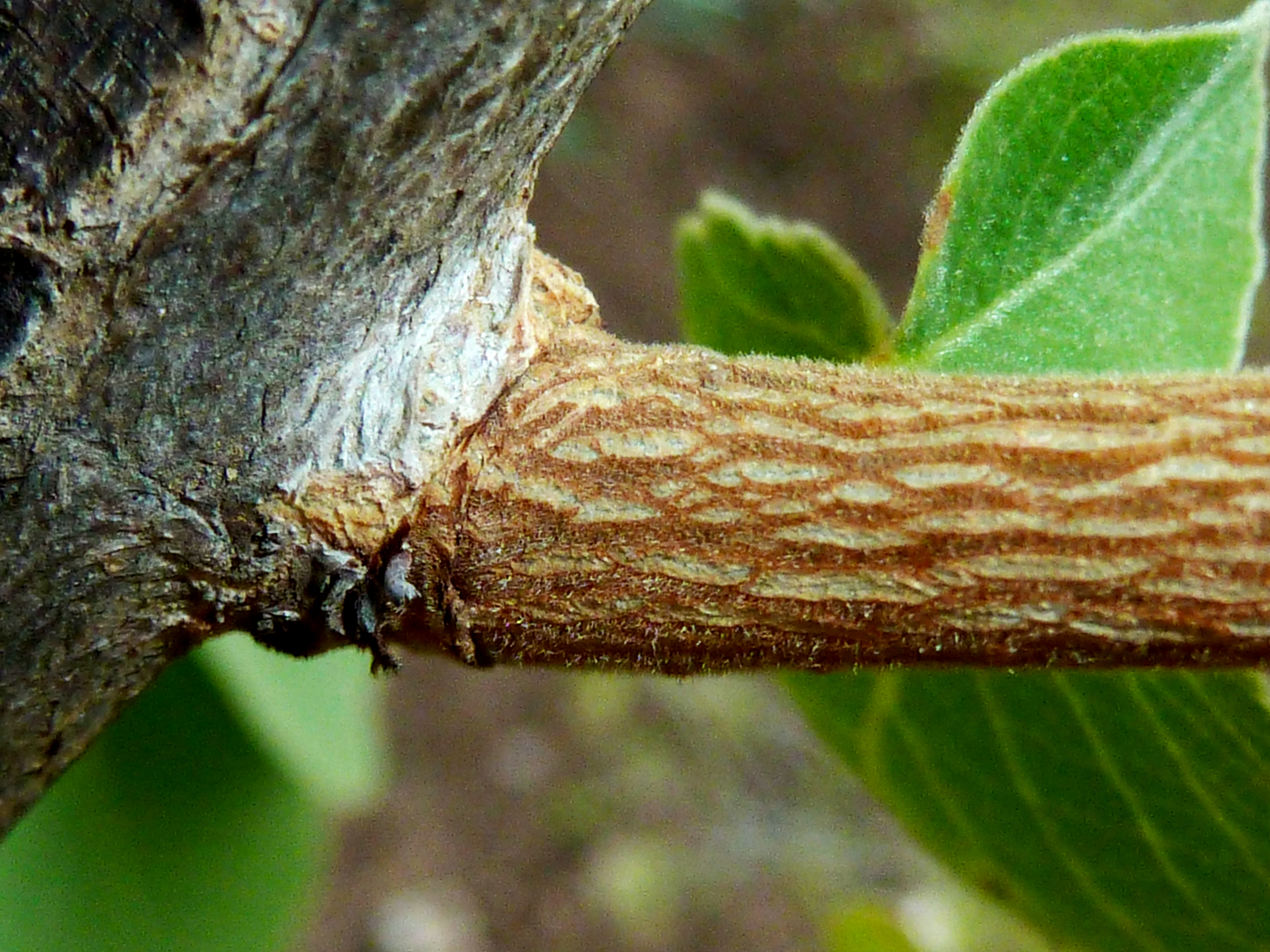
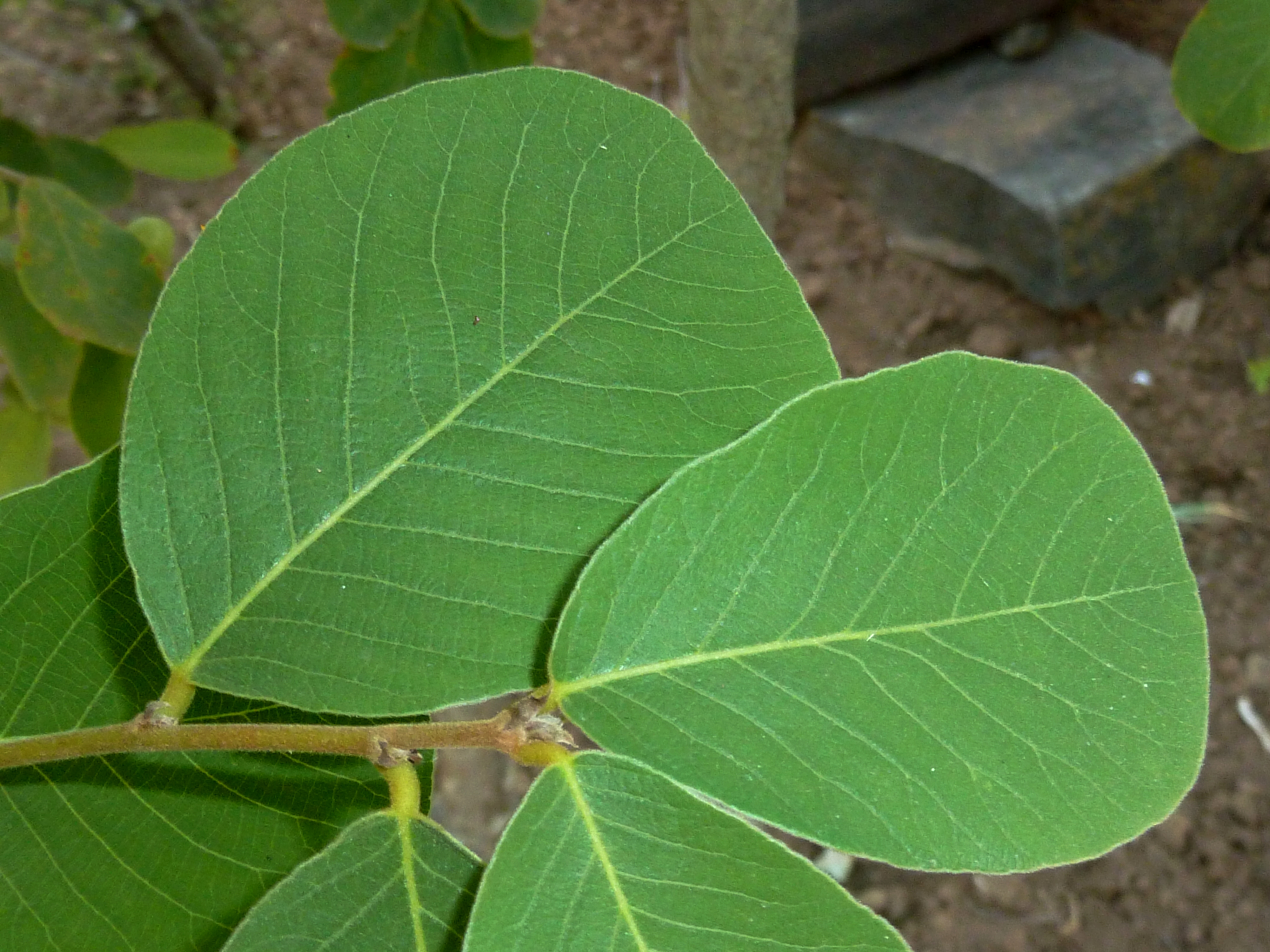
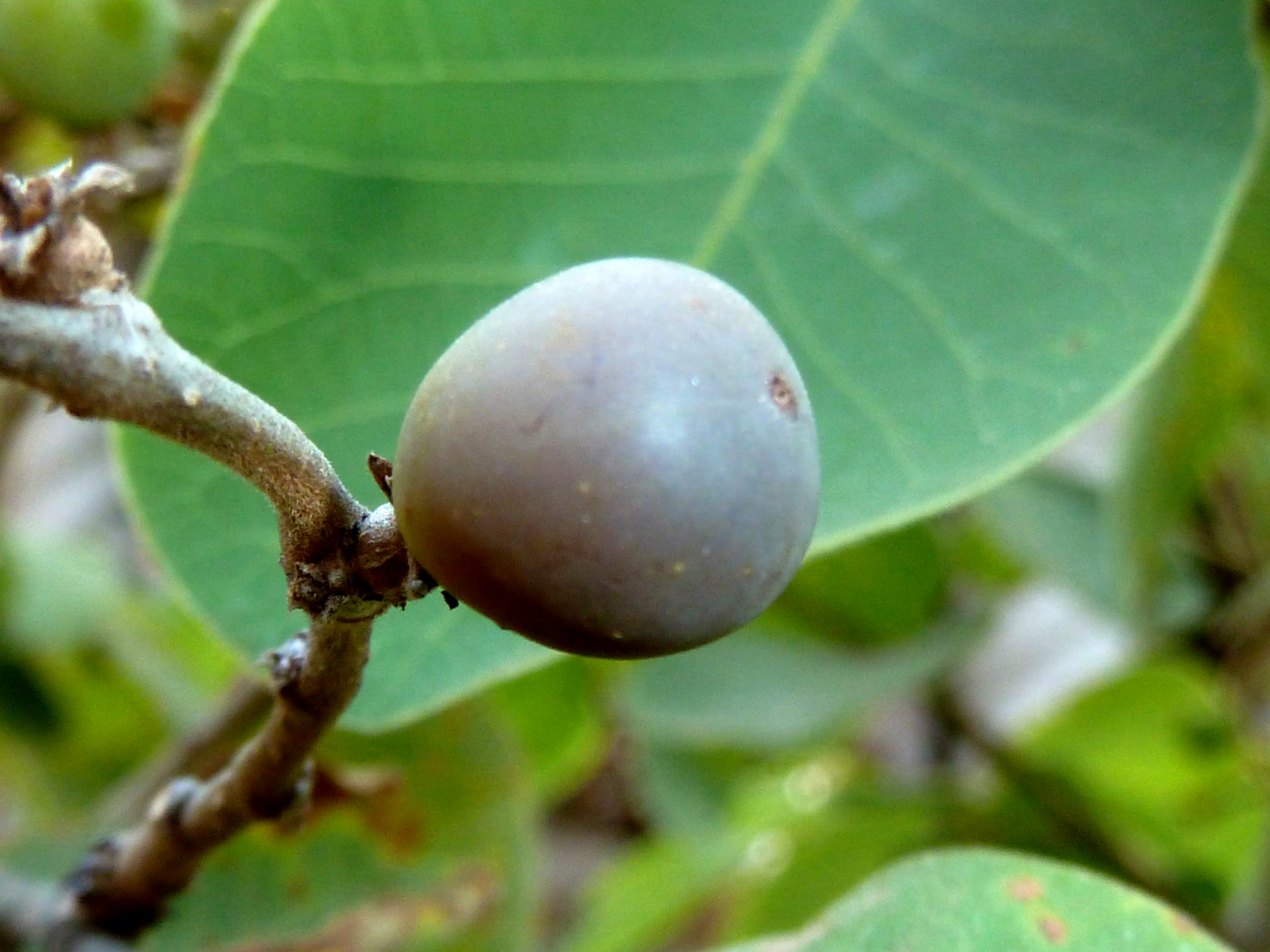
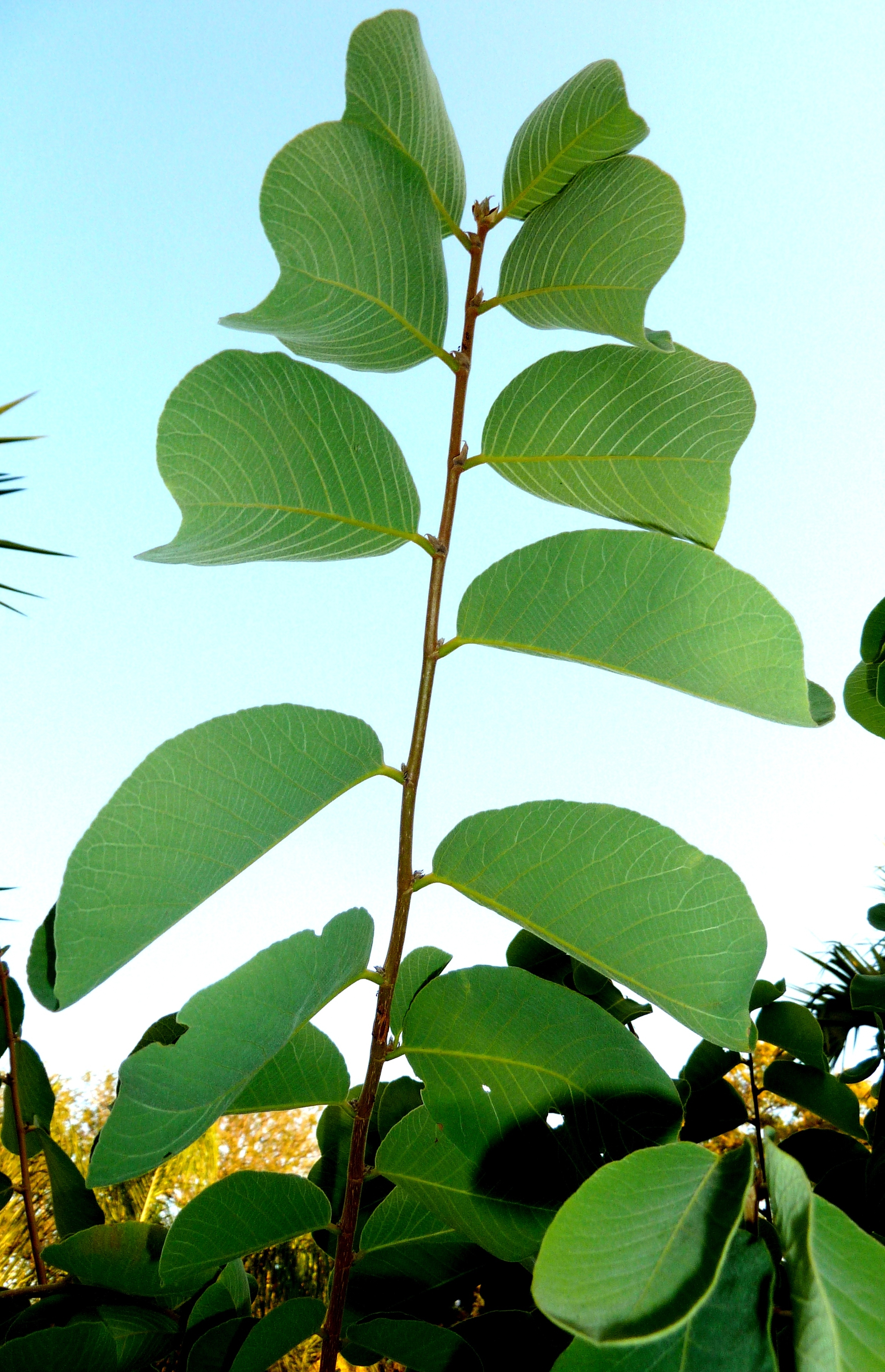